# Epimarptis septicodes
Epimarptis septicodes is een vlinder uit de familie Epimarptidae. De wetenschappelijke naam van de soort is voor het eerst geldig gepubliceerd in 1917 door Edward Meyrick.